# Freiformen

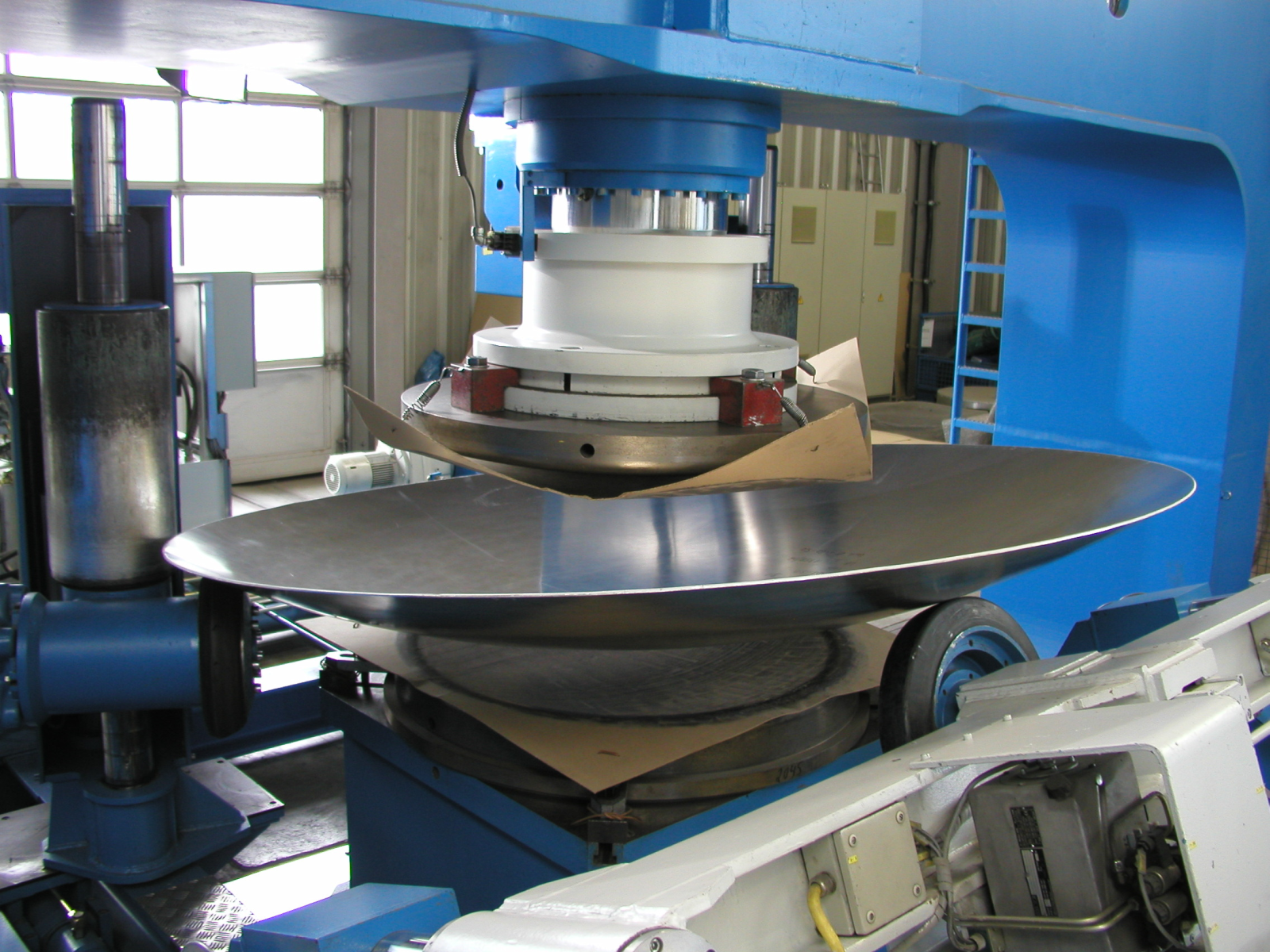
NC-gesteuertes Freiformen

Das Freiformen ist ein Fertigungsverfahren aus der Gruppe des Druckumformens zu der auch das eng verwandte Gesenkformen zählt. Das Freiformen ist ein Fertigungsverfahren mit freiem Werkstofffluss quer zur Werkzeugbewegung. Die verwendeten Werkzeuge (Sättel) enthalten keine oder nur einige Formelemente des Werkstücks. Die Umformkräfte und Werkzeugbewegung werden von Maschinen (Pressen, Hämmer) aufgebracht. Meistens erfolgt die Werkstückbewegung von Hand.
Das Bild zeigt eine große, NC-gesteuerte Freiformmaschine, die ebene Blechstücke für das Drücken vorbereitet. Der Arbeitsprozess wird als Treiben bezeichnet.

## Einteilung nach DIN 8583
In der DIN 8583 werden sämtliche Druckumformverfahren beschrieben. Alle tragen eine eindeutige Ordnungsnummer, die beim Freiformen beginnt mit der Folge 2.1.2 (2. Hauptgruppe Umformen, 1. Gruppe Druckumformen, 2. Verfahren (Freiformen)):
- 2.1.2.1 Recken
  - 2.1.2.1.1 Schlichten (Schlichtrecken)
  - 2.1.2.1.2 Aufweiten
  - 2.1.2.1.3 Beihalten
  - 2.1.2.1.4 Absetzen durch Recken
- 2.1.2.2 Rundkneten
- 2.1.2.3 Breiten
- 2.1.2.4 Stauchen
  - 2.1.2.4.1 Flachprägen
    - 2.1.2.4.1.1 Maßprägen
    - 2.1.2.4.1.2 Glattprägen

  - 2.1.2.4.2 Anstauchen
    - 2.1.2.4.2.1 Elektroanstauchen (Einzige Untervariante des Anstauchens)
- 2.1.2.5 Treiben
- 2.1.2.6 Schweifen
- 2.1.2.7 Dengeln